# Brucepattersonius iheringi
Brucepattersonius iheringi é uma espécie de roedor da família Cricetidae. Pode ser encontrada na Argentina, na província de Misiones, e no Brasil, nos estados de Santa Catarina e Rio Grande do Sul.
O seu nome é uma homenagem ao ornitólogo teuto-brasileiro Hermann von Ihering.